# Église des Saints-Boris-et-Gleb de Saint-Pétersbourg
Pour les articles homonymes, voir Église Saints-Boris-et-Gleb.
L'église des Saints-Boris-et-Gleb (église Borisoglebskaya) est une ancienne église orthodoxe de Saint-Pétersbourg, un monument architectural. Construite en 1866-1882, elle a été détruite à l'époque soviétique en 1975.

## Histoire
Après la tentative d'assassinat de l'empereur Alexandre II, survenue le 4 avril 1866, les marchands côtiers décidèrent de lever des fonds pour la construction d'une église commémorative, sous le thème « en remerciement au Seigneur pour l'heureux dénouement ».
L'édifice à cinq dômes s'élevait sur un socle en granit et présentait les caractéristiques des styles architecturaux roman et russe.
Deux chapelles y furent construites : au nom de l'icône Fiodorovskaïa de la Mère de Dieu et du vénérable Alexandre Svirski.
Le temple était richement décoré à l'extérieur ; les bas-reliefs des douze apôtres le long du dôme étaient particulièrement significatifs. À l’intérieur, l’église était richement décorée de peintures murales de style russe ; de plus, les portails en granit gris attiraient l’attention. L'iconostase sculptée à plusieurs niveaux de l'église a été créée selon le projet de l'architecte Sergueï Chestakov. Le sol était constitué de dalles de marbre et de parquet ; la bibliothèque et les archives de l'église étaient situées au sous-sol.
Tous les travaux furent achevés en 1882 et le 24 janvier, l'église fut consacrée.
L'église a fonctionné jusqu'en 1934, date à laquelle elle a été fermée. Après cela, les parties latérales ont été démontées et le bâtiment a été utilisé comme usine d'aliments pour animaux. En 1975, le bâtiment a explosé. Aujourd'hui, à sa place se trouvent un parking et une chaussée.
À la suite des recherches, le site du patrimoine archéologique « Fragments de la fondation de l'église des Saints Bienheureux Boris et Gleb 1869-1882 et environs » sur le remblai de Sinop a été inscrit en octobre 2022 dans le Registre d'État unifié comme objet identifié du patrimoine culturel des peuples de Russie.

## Reconstruction
La Fondation d'aide à la construction d'édifices religieux de l'Église orthodoxe russe de la ville de Saint-Pétersbourg va recréer l'église Boris et Gleb sur le site le plus proche. Il est prévu que l'apparence soit entièrement recréée à partir de photographies et de dessins, tandis que l'axe central du bâtiment sera pivoté de 90 degrés.
En 2021, le Conseil pour l'architecture des églises de l'Union des architectes de Saint-Pétersbourg a préparé une liste de sept églises perdues qui seront restaurées en premier, parmi lesquelles l'église Boris et Gleb.
À la mi-février 2023, des fouilles archéologiques ont été menées sur le site, au cours desquelles il a été possible d'établir les limites exactes des fondations. Il est prévu que les structures restantes soient muséifiées et incluses dans le nouveau bâtiment de l'église,.

## Liens
- Site officiel